# Posada Górna (gromada)
Posada Górna – dawna gromada, czyli najmniejsza jednostka podziału terytorialnego Polskiej Rzeczypospolitej Ludowej w latach 1954–1972.
Gromady, z gromadzkimi radami narodowymi (GRN) jako organami władzy najniższego stopnia na wsi, funkcjonowały od reformy reorganizującej administrację wiejską przeprowadzonej jesienią 1954 do momentu ich zniesienia z dniem 1 stycznia 1973, tym samym wypierając organizację gminną w latach 1954–1972.
Gromadę Posada Górna z siedzibą GRN w Posadzie Górnej utworzono – jako jedną z 8759 gromad na obszarze Polski – w powiecie sanockim w woj. rzeszowskim na mocy uchwały nr 33/54 WRN w Rzeszowie z dnia 5 października 1954. W skład jednostki weszły obszary dotychczasowych gromad Posada Górna, Deszno, Wołtuszowa, Bałucianka, Królik Polski, Królik Wołoski i Wisłoczek ze zniesionej gminy Rymanów w tymże powiecie. Dla gromady ustalono 25 członków gromadzkiej rady narodowej.
1 stycznia 1960 do gromady Posada Górna włączono obszary zniesionych gromad Klimkówka i Posada Dolna (bez wsi  Posada Dolna, włączonej dzień wcześniej do Rymanowa) w tymże powiecie, po czym siedzibę gromady Posada Górna przeniesiono do miasta Rymanowa (zachowując nazwę gromada Posada Górna).
W 1971 roku gromada Posada Górna liczyła 5386 mieszkańców, zamieszkujących miejscowości: Bałucianka (154), Deszno (396), Klimkówka (1628), Królik Polski (639), Królik Wołoski (0), Ladzin (457), Łazy (231), Posada Górna (1792),  Wisłoczek (89) i Wołtuszowa (0).
1 listopada 1972, w związku ze zniesieniem powiatu sanockiego, gromadę włączono do powiatu krośnieńskiego w tymże województwie.
Gromada przetrwała do końca 1972 roku, czyli do kolejnej reformy gminnej.